# Marcinho Guerreiro
Marcio Glad (Novo Horizonte, Estado de São Paulo, Brasil, 23 de septiembre de 1980) es un futbolista brasileño. Juega como mediocentro defensivo y su equipo actual es el C. E. Alagoano del Campeonato Brasileño de Serie C. 

## Trayectoria
En Ucrania tuvo una grave lesión de ligamentos de la que se recuperó en Brasil, bajo la estricta mirada de Emerson Leao, el entrenador del Santos (dirigió a Marcinho en el Palmeiras, ya se conocían). Dicen que es un futbolista con mucha garra. Fichó por el Santos a finales de diciembre de 2007 tras su paso por dos clubes de Ucrania (realmente jugó en el Metalurg de Donetsk porque el Arsenal de Kiev simplemente compró sus derechos y lo cedió al Metalurg).
En 2008 fichó por el Real Murcia por una temporada, en la que disputó 14 partidos y destacó más por haber sido sancionado por encararse con un árbitro que por su juego.

## Clubes
| Club                    | País    | Periodo   |
| ----------------------- | ------- | --------- |
| SE Matonense            | Brasil  | 2000      |
| Guaratinguetá Futebol   | Brasil  | 2001      |
| Gama                    | Brasil  | 2001-2002 |
| Figueirense             | Brasil  | 2002-2003 |
| Palmeiras               | Brasil  | 2003-2007 |
| Metalurg Donetsk        | Ucrania | 2007      |
| Santos                  | Brasil  | 2008      |
| Real Murcia             | España  | 2008-2009 |
| Arsenal Kiev            | Ucrania | 2009      |
| Avaí Futebol Clube      | Brasil  | 2009      |
| Goiás Esporte Clube     | Brasil  | 2011      |
| Avaí FC                 | Brasil  | 2012      |
| Clube de Regatas Brasil | Brasil  | 2012      |
| Ituano FC               | Brasil  | 2013-     |

## Palmarés

### Campeonatos nacionales
| Título                     | Club      | País   | Año  |
| -------------------------- | --------- | ------ | ---- |
| Segunda división brasileña | Palmeiras | Brasil | 2003 |
| Campeonato Catarinense     | Avaí FC   | Brasil | 2010 |
| Campeonato Catarinense     | Avaí FC   | Brasil | 2012 |